# Runzeliger Aaskäfer
Der Runzelige Aaskäfer (Thanatophilus rugosus) ist ein Käfer aus der Familie der Aaskäfer (Silphidae).

## Merkmale
Die Käfer erreichen eine Körperlänge von 10 bis 14 Millimetern und haben einen flachen Körperbau. Sie sind komplett schwarz gefärbt. Ihr Kopf trägt eine dichte, lange, gelbe Behaarung. Die Fühler besitzen eine mattschwarze Keule, die aus drei Gliedern besteht. Die Deckflügel (Elytren) haben je drei Längsrippen und auf den letzten beiden Dritteln zwischen der ersten und zweiten Rippe je eine deutliche Querrille. Die Zwischenräume zwischen den Längsrillen sind regelmäßig mit feinen Punkten strukturiert und haben zudem flache, glänzende Quererhebungen und große Runzeln, was sie vom Gerippten Totenfreund (Thanatophilus sinuatus) unterscheidet, dessen Zwischenräume nur die feinen Punkte besitzen. Die ersten vier Tarsenglieder der Vorderbeine sind bei den Männchen verbreitert.  

### Ähnliche Arten
- Gerippter Totenfreund (Thanatophilus sinuatus)

## Verbreitung und Lebensweise
Die Tiere sind in Europa, östlich bis an den Kaukasus, in Klein- und Vorderasien verbreitet. Sie kommen auch auf den britischen Inseln vor und fehlen im hohen Norden Europas. Man findet sie vom Flachland bis an die Waldgrenze an Kadavern oder Kot.  